# Alteveer (De Wolden)
Pour les articles homonymes, voir Alteveer.
Alteveer est un village néerlandais de la commune de De Wolden, situé dans la province de Drenthe. Le 1er janvier 2020, la population s'élevait à 815 habitants.